# Lao Lishi
Lao Lishi (劳丽诗S, Láo LìshīP; 12 dicembre 1987) è una tuffatrice cinese.
Ha vinto due medaglie olimpiche nei tuffi, entrambe alle Olimpiadi di Atene 2004, quando aveva 16 anni. In particolare ha vinto la medaglia d'oro nella specialità piattaforma 10 metri sincro femminile insieme a Li Ting e la medaglia d'argento nella piattaforma 10 metri femminile.
Inoltre ha conquistato due medaglie ai campionati mondiali di nuoto 2003 svoltisi a Barcellona: una d'oro nella piattaforma sincro e una d'argento nella piattaforma 10 metri.
Ai giochi asiatici 2002 ha vinto l'oro nella piattaforma 10 metri.
Nel 2015 è diventata una dei Membri dell'International Swimming Hall of Fame.